# 林佳春
林佳春，男，中共政治、軍事人物、少將。
歷任湖南省軍區司令员、陕西省军区副司令员、中央军事委员会国防动员部管理保障局局长等職務
。